# It’s Five O’Clock Somewhere
It’s Five O’Clock Somewhere – nazwa debiutanckiej płyty grupy Slash’s Snakepit, założonej w roku 1995 przez byłego gitarzystę Guns N’ Roses - Slasha. Płyta została wydana w roku powstania grupy i zdobyła „platynę” w Wielkiej Brytanii. Na płycie znajduje się 14 piosenek o typowo rockowym brzmieniu. 

## Lista utworów
1. Neither Can I - 6:44
2. Dime Store Rock - 4:54
3. Beggars & Hangers On - 6:14
4. Good to Be Alive - 4:51
5. What Do You Want to Be - 6:18
6. Monkey Chow - 4:15
7. Soma City Ward - 3:50
8. Jizz da Pit (Instrumental) - 2:48
9. Lower - 4:55
10. Take It Away - 4:44
11. Doin' Fine - 4:19
12. Be the Ball - 5:17
13. I Hate Everybody (But You) - 4:40
14. Back and Forth Again - 5:55

## Twórcy
- Eric Dover - wokal
- Slash - gitara prowadząca
- Gilby Clarke - gitara rytmiczna
- Mike Inez - gitara basowa
- Matt Sorum - perkusja
- Dizzy Reed - instrumenty klawiszowe
- Teddy Andreadis - harmonijka